# Fortore
Fortore – rzeka przepływająca przez tereny południowych Włoch, przez trzy regiony: Kampanię, Molise i Apulię. Ma 86 km długości, a jej zlewnia wynosi 1687 km².